# MADSボックス
MADSボックス（マッズボックス, 英: MADS-box）は、生物の間で広く保存されたDNA塩基配列（配列モチーフ）のひとつである。MADSボックスを持つ遺伝子はMADSボックス遺伝子またはMADS遺伝子と呼ばれる遺伝子ファミリーを形成する。MADSボックス遺伝子がコードするタンパク質は通常転写因子として働き、生体内で様々な機能を果たす。特に、ABCモデルの構成要素として植物の花の発生に果たす役割がよく知られている。

## 特徴と起源
MADSボックスはDNA結合能を持つタンパク質ドメインをコードし、そのドメインはMADSドメインと呼ばれる。MADSドメインはCArG-boxと呼ばれるCC<A/T>6GというDNA配列およびそれと極めて類似した配列に結合する。MADSドメインを持つタンパク質はふつう転写因子として機能する。MADSボックスの長さは研究者によって見解がいくらか異なるものの、168-180塩基対ほどとされている。すなわち、MADSドメインを構成するのは56-60のアミノ酸である。 
MADSボックスは現生の真核生物の共通祖先が持っていたII 型トポイソメラーゼ中の配列から進化したものであることを示唆する研究結果が得られている。

## 名称の由来
最初に見つかったMADSボックス遺伝子は1987年に報告された出芽酵母のARG80 遺伝子だが、当時はこの遺伝子が大きな遺伝子ファミリーの一員であることは認識されていなかった。その後、MADSボックス遺伝子ファミリーの名称は以下に示すファミリーを構成する主要な4遺伝子の頭文字をとって命名されたが、 ARG80 遺伝子はそれに含まれていない:
- 出芽酵母の MCM1 遺伝子
- シロイヌナズナのAGAMOUS 遺伝子
- キンギョソウのDEFICIENS 遺伝子[14]
- ヒトのSRF 遺伝子

## MADSボックス遺伝子の多様性
MADSボックス遺伝子は後生動物、菌類、緑色植物を含む、ほとんど全ての真核生物の系統から見出されている。動物や菌類のゲノム中にはMADSボックス遺伝子は1から5個程度しか存在しないのに対し、種子植物のゲノムには約100個ものMADSボックス遺伝子が存在することが知られている。
MADSドメインを持つMADSボックスタンパク質（およびそれがコードされているMADSボックス遺伝子）は普通、Ⅰ型とⅡ型の2つのタイプに分けられる。Ⅰ型MADSボックスタンパク質はヒトのSRFタンパク質を代表格とするタイプで、MADSボックス以外にSAMドメイン(SRF , ARG80 , MCM1 の各遺伝子の頭文字をとったもの)と呼ばれるもう一つの保存されたドメインを持つことで特徴付けられる。II型MADSボックスタンパク質は動物のMEF2タンパク質を代表とするタイプで、MEF2ドメインと呼ばれる保存されたドメインを持つことで特徴付けられる。
植物の II型MADSボックスタンパク質はMADSドメインの他にKドメインと呼ばれる両親媒性のコイルドコイルを形成するドメインをもち、この2つのドメインとその間のI(Intervening)領域、そしてKドメインの後に続くC末端領域の頭文字をとってMIKC型MADSボックスタンパク質とも呼ばれる。植物では、MADSボックスタンパク質は四量体を形成し、このことがタンパク質の機能に重要であると考えられている。2014年にはMADSボックスタンパク質の一つであるSEPALLATA2タンパク質の四量体形成ドメインの構造が解明され、四量体形成の構造的基盤が明らかにされつつある。

## MADSボックス遺伝子の機能
MADSボックス遺伝子は様々な機能を持つ。動物においてはMADSボックス遺伝子は筋肉の発生や細胞増殖、細胞分化に関わっている。菌類における機能はフェロモンに対する応答からアルギニン代謝まで様々なものが報告されている。
植物においてはMADSボックス遺伝子は発生における主要な側面のほとんど全てに関わっている。MADSボックス遺伝子が関わっている発生現象として、雄性配偶体と雌性配偶体の発生、胚と種子の発生、根の発生、そして花や果実の発生があげられる。
MADSボックス遺伝子の中には、花の発生においてホメオティック遺伝子と類似の働きを果たすものがある。AGAMOUS やDEFICIENS といった遺伝子がその例で、花発生のABCモデルにおいて花器官のアイデンティティの決定に関わっている。花成の時期の決定にもMADSボックス遺伝子が関わっている。シロイヌナズナでは、MADSボックス遺伝子のSOC1 とFlowering Locus C (FLC )が花成における主要な分子経路を統合するのに重要な役割を果たしていることが示された。こういった遺伝子は正しいタイミングで花を咲かせるのに必須の役割を果たし、繁殖において最も成功が見込める時に確実に受精が起こるような仕組みを実現している。
このように、植物ではMADSボックス遺伝子は花にまつわる機能が古くから注目されてきたが、現在では花を作らないシダやコケといった植物にもMADSボックス遺伝子が存在し、重要な機能を担っていることが明らかとなっている。例えば蘚類のモデル植物であるヒメツリガネゴケでは、MADSボックス遺伝子が水の輸送や精子の形成に関わっていることが日本の研究グループにより報告された。